# Магнитные материалы

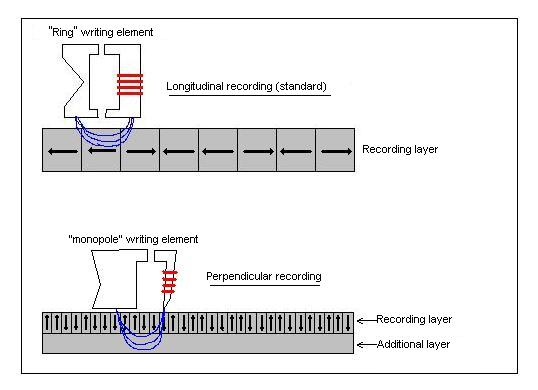

Магнитные материалы, Магнетики — материалы, вступающие во взаимодействие с магнитным полем, выражающееся в его изменении, а также в других физических явлениях — изменение физических размеров, температуры, проводимости, возникновению электрического потенциала и т. д. В этом смысле к магнетикам относятся практически все вещества (поскольку ни у какого из них магнитная восприимчивость не равна нулю), большинство из них относится к классам диамагнетиков (имеющие небольшую отрицательную магнитную восприимчивость — и несколько ослабляющие магнитное поле) или парамагнетиков (имеющие небольшую положительную магнитную восприимчивость — и несколько усиливающие магнитное поле); более редко встречаются ферромагнетики (имеющие большую положительную магнитную восприимчивость — и намного усиливающие магнитное поле), о ещё более редких классах веществ по отношению к действию на них магнитного поля — см. ниже.
Магнитными материалами могут быть различные сплавы, химические соединения, жидкости.
Ферромагнетики делятся на две большие группы — Магнитотвёрдые материалы и Магнитомягкие материалы. 
Также существуют другие типы магнитных материалов: магнитострикционные материалы, магнитооптические материалы, термомагнитные материалы.

## Природа и строение магнитных материалов
Известно два различных механизма магнетизма:
- зонный магнетизм;
- молекулярный магнетизм.

Выделяют несколько основных типов магнетиков, различимых по конфигурации их магнитных структур:
- диамагнетики
- парамагнетики
- ферромагнетики,
- неколлинеарные ферромагнетики,
- антиферромагнетики,
- ферримагнетики,
- аромагнетики[1],
- гелимагнетики,
- спиновые стёкла,
- сперомагнетики,
- асперомагнетики,
- миктомагнетики,
- сперимагнетики,
- пьезомагнетики,
- спиновая жидкость,
- альсифер.

## Области применения магнитных материалов
Некоторые области применения полимерных магнитов:
1. Акустические системы, реле и бесконтактные датчики
2. Электромашины, магнитные сепараторы, холодильники
3. Магнитные элементы кодовых замков и охранной сигнализации
4. Тахогенераторы, датчики положения, электроизмерительные приборы
5. Автоматизированное шоссе, где в США предусматривается разместить до  полутонны ферритовых  магнитопластов на одну милю шоссе для автоматического управления движением автомобиля, оснащенного специальным компьютером и системой слежения
6. Магнитное покрытие для полов офисов и промышленных помещений
7. Магнитные компоненты для глушителей автомобилей (в Европе на эти цели уходит 23000 тонн магнитопластов)
8. Периферийные устройства компьютеров, мобильные телефоны, фотоаппараты, кинокамеры
9. Магнитные устройства для обработки воды, углеводородного топлива, масел; магнитные фильтры
10. Магнитные устройства для использования в рекламе, торговле, при оснащении выставок, конференций, спортивных мероприятий и так далее
11. Неразрушающие методы контроля ( Магнитопорошковый контроль)